# Edificio de Correos de Guatemala
El Edificio de Correos y Telégrafos de Guatemala es un edificio ubicado en el Centro histórico de la Ciudad de Guatemala, Guatemala y forma parte de los inmuebles considerados como Patrimonio Cultural de la Nación. Fue construido entre 1937 y 1940 y su arco característico sobre la 12 calle se inspiró en el Arco de Santa Catalina en la Antigua Guatemala. Actualmente el complejo sirve como la sede central del Correo Nacional y alberga el Museo Postal de Correos, Telégrafos y Filatelia de Guatemala.

## Historia
El edificio fue diseñado por Rafael Pérez de León y Enrique Riera y su construcción se llevó a cabo durante la época del gobierno de Jorge Ubico entre 1937 y 1940. Después de dos años, finalmente el 10 de noviembre de 1940 a las 4:00 de la tarde se inauguró la primera fase del edificio. Esto como una forma de homenaje en el cumpleaños de Ubico. Las otras fases se fueron completando en los siguientes años. El tipo de arquitectura del edificio es neocolonial española y tiene un arco sobre la 12 calle que conecta ambos edificios y cuya inspiración fue el Arco de Santa Catalina de la Antigua Guatemala. El 9 de noviembre de 1981, el palacio de correos fue declarado monumento nacional según el acuerdo ministerial 923 y el 13 de agosto de 1998 fue considerado como Patrimonio Cultural de la Nación según el acuerdo ministerial 328-98.